# アナトリー・バルギレヴィチ
アナトリー・ウラジスラヴォヴィチ・バルギレヴィチ（ウクライナ語: Баргилевич Анатолій Владиславович、1969年4月8日 - ）は、ウクライナの軍人。
2024年2月9日から2025年3月16日までウクライナ軍参謀総長を務めた。

## 経歴
2014年、ドンバス戦争の際には、参謀本部主要作戦部門の訓練部門の責任者を務めていた。その後、対テロ作戦本部に勤務した。
2016年以来、彼はウクライナ陸軍司令部の作戦部長兼副参謀長を務めている。
2017年8月23日、少将に昇進。
2023年10月9日から2024年2月9日までイーホル・タンチューラ少将の後任としてウクライナ領土防衛隊司令官を務めた。
2024年2月9日、ウォロディミル・ゼレンスキー大統領よりセルヒイ・シャプタラ中将の後任として、ウクライナ軍参謀総長に任命された。
2024年8月23日、中将に昇進。
2025年3月16日、ゼレンスキー大統領よりウクライナ軍参謀総長から解任され、ウクライナ国防省監察総監に就任した。

## 栄典
- 2等ボフダーン・フメリニツキー勲章（英語版） - 2022年9月28日[7]
- 3等ボフダーン・フメリニツキー勲章 - 2022年4月11日[8]
- ダニーロ・ハリツキー勲章（ウクライナ語版） - 2016年12月2日[9]
- 戦闘功労十字章 - 2024年9月30日[10]